# Stenelmis formosana
Stenelmis formosana is een keversoort uit de familie beekkevers (Elmidae). De wetenschappelijke naam van de soort werd in 1991 gepubliceerd door Jeng & Yang.